# Liste von Kreuzfahrerburgen
Die Liste von Kreuzfahrerburgen nennt Burgen, die im Zusammenhang mit den Kreuzzügen ins Heilige Land von Kreuzfahrern errichtet oder besetzt wurden.
Charakteristisch für Kreuzfahrerburgen ist die so genannte „Kreuzfahrerarchitektur“, eine Mischung aus europäischem, byzantinischem, armenischem und arabischem Stil. Diese Burgen erlebten nahezu alle eine wechselvolle Geschichte von Belagerungen, Eroberungen und Rückeroberungen, oft innerhalb weniger Jahre oder Jahrzehnte. Ständiger Wiederaufbau durch die jeweils anderen Beherrscher führte zu einer Vermischung der Baustile. Die Burgen, die als Kreuzfahrerburgen bezeichnet werden, befinden sich zumeist im heutigen Syrien, an der kleinasiatischen und levantinischen Mittelmeerküste oder im nahen Hinterland.
Die Burgen im Heiligen Land haben auch den Baustil in Europa beeinflusst, Beispiele sind die edwardischen Burgen in Wales, wie Caerleon oder Harlech, sowie Château Gaillard in Frankreich.

## Auswahl von Kreuzfahrerburgen
| fränkischer Name                               | Lage                                                                                     | arabischer Name                                                                 | hebräischer/aramäischer Name           | sonst.                                                              | Ritterorden                            | erbaut               | Übergang an Muslime |
| ---------------------------------------------- | ---------------------------------------------------------------------------------------- | ------------------------------------------------------------------------------- | -------------------------------------- | ------------------------------------------------------------------- | -------------------------------------- | -------------------- | ------------------- |
| Archas                                         | ca. 23 km nordöstlich von Tripolis                                                       | ʿArqā (عرقا), ʿIrqa                                                             | –                                      | –                                                                   | Johanniter                             | 11. Jahrhundert      | 1271                |
| Arsur                                          | nördlich von Jaffa                                                                       | Arsuf (أرصف)                                                                    | אַרְסוּף, ארשוף                           | Apollonia                                                           | Johanniter (ab 1261)                   | 1101                 | 1187, 1265          |
| Ahmid                                          | bei Beirut am Damor (Damur)                                                              | –                                                                               | –                                      | –                                                                   | –                                      | –                    |                     |
| Adelon                                         | zwischen Tyros und Sidon                                                                 | Ad′loun, Aadloun                                                                | –                                      | Adlun, Ornithonpolis                                                | –                                      | vor 1198             | nach 1254           |
| Commanderie des Hospitaliers de St-Jean d’Acre | Akkon, in der Altstadt                                                                   | قَلْعَة عَکّا, DMG Qalʿat ʿAkkā                                                      | מְצוּדַת עַכּוֹ Mətzūdat ʿAkkō               | Zitadelle Akko                                                      | Johanniter                             | 1104–1187, 1191–1291 | 1187, 1291          |
| Amouda                                         | nördlich Osmaniye                                                                        | –                                                                               | –                                      | Amuda, Amutay, (heute) Hemite Kalesi                                | Deutscher Orden (ab 1211/12)           | vor 1145             | 1266                |
| Aruad                                          | Insel vor Tortosa                                                                        | Ruad                                                                            | –                                      | Arwad                                                               | Templer                                |                      | 1302                |
| Baghras/Gaston                                 | zwischen Antiochia und Alexandretta                                                      | –                                                                               | –                                      | Castron                                                             | Templer                                | vor 1134             | 1188, 1268          |
| Beaufort, Belfort                              | am Litani                                                                                | Qalʿat al-Shaqif Arnun (قلعة الشئيف أرنون)                                      | –                                      | –                                                                   | Templer (ab 1260)                      | vor 1139             | 1190, 1268          |
| Belhacem                                       | östlich von Sidon                                                                        | Qalʿat Abi al-Hassan (قلعه ابو الحسن)                                           | –                                      | Bethasem                                                            | –                                      | vor 1128             |                     |
| Belmont                                        | bei Jerusalem                                                                            | Suba                                                                            | –                                      | –                                                                   | –                                      | –                    |                     |
| Belveer                                        | westlich vor Jerusalem                                                                   | al-Qastal                                                                       | Hacastel                               | Castellum Belveer                                                   | –                                      | –                    |                     |
| Belvoir                                        | am Rand des galiläischen Berglandes an der Jordan-Furt Sinn al-Nabra                     | Kaukab al-Hawa                                                                  | Kochawa                                | Coquetum                                                            | Johanniter                             | 1168                 | 1187, 1245          |
| Bethsan, le Bessan                             | ca. 25 km südlich von Tiberias                                                           | Baisān (بيسان)                                                                  | Beit Scheʾan (בית שאן)                 | Scythopolis                                                         | –                                      | vor 1099             | vor 1187            |
| Bethsura                                       | Bait Sahur, südöstlich von Jerusalem                                                     | Suba                                                                            | –                                      | Beth-zur                                                            | –                                      | –                    |                     |
| Blanchegarde                                   | zwischen Askalon und Jerusalem                                                           | Burj el-Sur                                                                     | Tell es-Safi                           | Alba Specula, Alba Custodia                                         | –                                      | vor 1142             |                     |
| Bourzey                                        | Syrien, Provinz Latakiya                                                                 | Qalʿat Marza                                                                    | –                                      | –                                                                   | –                                      | nach 1103            | 1188                |
| Caco, Cachon                                   | östlich von Caesarea                                                                     | Kakun, Qaqun (قاقون)                                                            | Yikon                                  | –                                                                   | Templer, Johanniter                    | nach 1101            | 1267                |
| Cafarlet                                       | HaBonim, zwischen Chastel Pelerin und Caesarea                                           | Kafr Lam (كفرلام)                                                               | HaBonim (הַבּוֹנִים)                       | Kaferlatum                                                          | Johanniter (ab 1213) Templer (ab 1255) | vor 1099             | 1187, 1265, 1291    |
| Cafaraca, Gibelacar                            | östlich von Archas, ca. 25 km südlich vom Krak des Chevaliers                            | Kafr Akka (كفر عقا), Qalʿat ʿAkkar (قلعة عكار), ʿAkkar al-ʿAtiqa (عكار العتيقا) | –                                      | Cafaracha, Akkar, Akkad                                             | Johanniter (ab 1127)                   | 10. Jahrhundert      | 1271                |
| Calansue                                       | Qalansawe, nordöstlich von Arsur                                                         | Qalansuwa (قلنسوة)                                                              | –                                      | Qalansuwa, Calanson                                                 | Johanniter (ab 1128)                   | –                    | 1187, 1265          |
| Château de Baudouin                            | bei Eliad, ca. 9 km östlich des See Genezareth                                           | Qasr Bardawil (قصر برضَويل)                                                      | –                                      | –                                                                   | –                                      | 1105                 | 1106                |
| Chastel Béroard                                | zwischen Asdod und Askalon                                                               | Minat al-Qalʿa (اشدود), Mahuz Azdud                                             | –                                      | Castellum Beroardi                                                  | –                                      | vor 1106             | –                   |
| Casal Imbert                                   | Achsiv nördlich von Akkon                                                                | az-Zib (الزيب)                                                                  | Achsiv                                 | Castellum Ziph, Casale Huberti de Paci, Casale Lamberti             | Deutscher Orden                        | um 1123              |                     |
| Casal des Plains                               | Azor, südöstlich vor Jaffa, an der Straße nach Lydda                                     | Yazur                                                                           | Azor (אזור)                            | –                                                                   | Templer                                | –                    | 1187, 1192          |
| Cave de Tyron                                  | 16 km östlich von Sidon                                                                  | Tirum el-Niha                                                                   | –                                      | Höhlen von Tyron                                                    | Deutscher Orden (ab 1257)              | –                    | 1133, 1165          |
| Château du Roi                                 | Mhalia, ca. 20 km nordöstlich von Akkon                                                  | Miʿiliya (معليا)                                                                | Miʿilya (מִעִלְיָא)                        | Castellum Regis                                                     | Deutscher Orden                        | 1160                 | 1187                |
| Chastel Hernaut                                | bei Jerusalem                                                                            | Yalu                                                                            | –                                      | –                                                                   | –                                      | um 1132              |                     |
| Chastel Blanc                                  | Safita, östlich von Tortosa                                                              | Safita                                                                          | –                                      | –                                                                   | Templer                                | 1102 oder 1142       |                     |
| Chastel Neuf                                   | Hunin, Galiläa                                                                           | –                                                                               | –                                      | –                                                                   | Johanniter (ab 1157)                   | 1105                 | 1167                |
| Chastel Rouge                                  | Yahmur, südöstlich von Tortosa                                                           | Qalʿat Ya'mūr                                                                   | –                                      | Yahmur                                                              | Johanniter (ab 1177/1178)              | um 1108              | 1188, 1289          |
| Chastel Pelerin                                | bei Haifa                                                                                | ʿAthlit                                                                         | –                                      | Château Pèlerin                                                     | Templer                                | 1218                 | 1291                |
| Chastellet                                     | an der „Jakobs“furt am Jordan, 15 km östlich von Safed                                   | Qasr al-'Atra, Bayt al-Ahzan (بيت الاحزان)                                      | Metzad Ateret (מצד אטרת)               | Vadum Jacob, Chastellet du Gué de Jacob                             | Templer                                | 1177/78              | 1179                |
| Château Maen                                   | –                                                                                        | –                                                                               | Beit Dajan                             | –                                                                   | –                                      | –                    |                     |
| Cola                                           | ca. 14 km nordöstlich von Ramla                                                          | Qula (قولة)                                                                     | –                                      | Chola                                                               | –                                      | –                    |                     |
| Coliath, La Colée                              | nördlich von Archas                                                                      | āl-Qoulīʿāt – القلي                                                             | –                                      | la Colée                                                            | Johanniter                             | –                    | 1207, 1266          |
| Cursat, le Coursaut                            | Kozkalesi/Kurşat Kalesi in Altınözü, 10 km südlich von Antiochia                         | Qalʿat al-Zau, قلعة الذو, Qalʿat Qusair                                         | –                                      | Castrum Patriarchae                                                 | –                                      | vor 1133             | 1275                |
| Darum                                          | bei Dair al-Balah, ca. 6 km südlich von Gaza                                             | –                                                                               | –                                      | –                                                                   | –                                      | –                    | 1170, 1192          |
| Le Destroit                                    | 2 km östlich von Château Pèlerin                                                         | Casel Destreiz, Bayas                                                           | –                                      | Districtum                                                          | Templer                                | vor 1103             | 1187, 1264          |
| Effraon                                        | Vallis de Cursu (Wadi al-Haramein)                                                       | Tayibe                                                                          | –                                      | –                                                                   | –                                      | –                    | –                   |
| La Fève                                        | im Tal von Jesreel                                                                       | al-Fūla                                                                         | Merchavja (Kibbuz)                     | castrum Fabe                                                        | Templer                                | vor 1172             | 1187                |
| Gastria, La Castrie                            | Zypern, am nördlichen Rand der Bucht von Famagusta                                       | -                                                                               | –                                      | Kastros                                                             | Templer                                | 1191/92              | –                   |
| Le grand Gerin                                 | Dschenin, Samaria                                                                        | Jenin, Zarʿin                                                                   | Ganim                                  | grande Gerimon, Geminum, Ginnin, Genon                              | –                                      | –                    | –                   |
| Gibelin                                        | Straße von Askalon nach Jerusalem                                                        | Beit Gebrin (بيت)                                                               | Beit Jibrin / Beit Guvrin (בית גוברין) | Bethogabri, Ibelin de l’Hospital                                    | Johanniter (ab 1136)                   | 1134/35              | 1187, 1244          |
| Harenc                                         | Harim, zwischen Antiochia und Aleppo                                                     | Harrim                                                                          | –                                      | –                                                                   | –                                      | 959                  | 1149, 1164          |
| Habis Jaldak                                   | am Südufer des Jarmuk, Oultrejordain                                                     | al-Habis (الحبيس)                                                               | –                                      | –                                                                   | –                                      | –                    | 1111, 1182          |
| Hazart                                         | Azaz, 30 km nördlich von Aleppo                                                          | Aʿzaz (اعزاز)                                                                   | –                                      | Azart, Asart, Hasardo, Assardo                                      | –                                      | um 1118              | vor 1267            |
| Hormuz                                         | südlich von Montréal                                                                     | Hurmuz (هرموز)                                                                  | –                                      | –                                                                   | –                                      | –                    | 1188                |
| Ibelin                                         | Javne, 30 km südlich von Jaffa                                                           | Yabneh (يبنة)                                                                   | יבנה Javneh                            | –                                                                   | –                                      | 1187                 |                     |
| Iudin/Judyn                                    | nordöstlich von Akkon, südlich von Montfort                                              | Qir Moab, Qalʿat Djeddine, Jechiʿam                                             | מִבְצַר יְחִיעָם Mivzar Jəchīʿam             | –                                                                   | Deutscher Orden                        | –                    | 1142, um 1271       |
| Karak                                          | östlich des Toten Meeres                                                                 | al-Karak (الكرك)                                                                | –                                      | Crac des Moabites, Petra Deserti                                    | –                                      | 1140er               | 1189                |
| Karmel                                         | im Karmel-Gebirge südlich von Haifa                                                      | Kurmul                                                                          | –                                      | –                                                                   | –                                      | –                    | –                   |
| Krak de Chevaliers                             | zwischen Tartus und Homs                                                                 | Qalʿat al-Hosn/Hisn al-Akrad                                                    | –                                      | –                                                                   | Johanniter (ab 1142)                   | 1031                 | 1271                |
| Magna Mahomeria                                | bei Ramallah, nördlich von Jerusalem                                                     | al-Bira                                                                         | –                                      | –                                                                   | –                                      | –                    |                     |
| Parva Mahomeria                                | Emmaus, 11 km nordwestlich von Jerusalem (vielleicht identisch mit Toron des Chevaliers) | al-Qubaiyba                                                                     | –                                      | –                                                                   | –                                      | –                    |                     |
| Maldouin, Cisterne rouge                       | an der Straße von Jericho nach Jerusalem                                                 | Qalʿat ad-Dam (قلعة الدم)                                                       | Maale Adumim                           | Castrum Dumi, Cisterna Rubea, Turris Rubea                          | Templer                                | 12. Jahrhundert      | 1187                |
| Manueth                                        | bei Akkon                                                                                | Manawat                                                                         | –                                      | –                                                                   | –                                      | –                    |                     |
| Margat                                         | Djebel al Ansariye, oberhalb von Buluniya, an der Küstenstraße von Tartus nach Latakia   | Marqab                                                                          | –                                      | –                                                                   | Johanniter                             | 1062                 | 1285                |
| Merle                                          | bei Dor                                                                                  | Tantura, Tell Dor                                                               | –                                      | –                                                                   | Templer                                | 12. Jahrhundert      | 1187, 1264?         |
| Mirabel                                        | Migdal Afek oder Migdal Tsedek, östlich von Jaffa                                        | Mejdel Yâbâ, Mejdel Sadiq                                                       | Majdal Yaba                            | Mirabellum                                                          | –                                      | vor 1134             | 1187                |
| Mont Pèlerin                                   | vor den Mauern von Tripolis                                                              | Qalʿat Sanǧil                                                                   | –                                      | Mons Peregrinus, Pilgerberg, Zitadelle des Raimund von Saint-Gilles | –                                      | 1103–1104            | 1289                |
| Mont Tabor                                     | auf dem Berg Tabor, nahe Belvoir                                                         | Ğebel aṭ-Ṭōr                                                                    | –                                      | –                                                                   | Johanniter (ab 1255)                   | 1211                 | 1267                |
| Mont Glavien                                   | östlich von Beirut                                                                       | Dair Qalʿa                                                                      | –                                      | –                                                                   | –                                      | –                    | –                   |
| Montferrand                                    | ca. 50 km östlich von Tortosa, Syrien                                                    | Baʿrin (بعرين)                                                                  | –                                      | Mons Ferrandus                                                      | –                                      | 1100                 | 1105, 1115, 1137    |
| Montfort                                       | nordöstlich von Akkon am Kesiv, Galiläa                                                  | Qalʿat Qurain                                                                   | –                                      | Starkenberg, Franc-Chastiau                                         | Templer; Deutscher Orden (ab 1220)     | 1180er; 1226–1229    | 1271                |
| Montjoie                                       | befestigtes Kloster nördlich von Jerusalem                                               | Nabi Samwil                                                                     | –                                      | –                                                                   | –                                      | –                    | –                   |
| Montréal                                       | Shobeq, südsüdöstlich des Toten Meeres                                                   | al-Shawbak (الشوبك)                                                             | –                                      | Mons Regalis, Castrum Saboach                                       | –                                      | 1115                 | 1189                |
| Munitio Malvel                                 | –                                                                                        | Khirbet el-Neiraba                                                              | –                                      | –                                                                   | –                                      | –                    | –                   |
| Puy du Connétable, Le Puy                      | vor Batrun                                                                               | Mousaylaha, Qalʿat Mseilha                                                      | –                                      | Castrum Constabularii                                               | –                                      | vor 1109             | 1187, 1282          |
| Nephin                                         | Efne zwischen Batrun und Tripolis                                                        | Enfé (انفا)                                                                     | –                                      | –                                                                   | –                                      | –                    | 1282                |
| Noire Garde, Qalʿat Doubiye                    | Doubiye, ca. 3 km östlich von Toron                                                      | Qalʿat Doubeih                                                                  | –                                      | –                                                                   | –                                      | –                    |                     |
| Norpert                                        | westlich von Silifke                                                                     | –                                                                               | –                                      | Castellum Novum, (heute) Tokmar Kalesi                              | Johanniter (ab 1210)                   | Ende 12. Jhd.        |                     |
| Quarantenel                                    | bei Jericho                                                                              | Qalʿat al-Rahib                                                                 | –                                      | –                                                                   | –                                      | –                    | –                   |
| Ra'ban                                         | am Euphrat zwischen Aleppo und Samosata                                                  | –                                                                               | –                                      | Altınaşkale                                                         | –                                      | –                    | –                   |
| Raheb                                          | bei Akkon                                                                                | –                                                                               | –                                      | –                                                                   | –                                      | –                    | –                   |
| Ramelie                                        | Ramlah                                                                                   | –                                                                               | –                                      | –                                                                   | –                                      | –                    |                     |
| Roche Guillaume                                | 7 km nordöstlich von Alexandretta                                                        | Hajar Choghlan (حجر شعلان)                                                      | –                                      | Çalan Kalesi; Şalen Kalesi; Tchivlan Kalé                           | Templer                                | vor 1188             | 1298/1299           |
| Le Saffran                                     | Schefarʿam, östlich von Haifa                                                            | Schfarʿam                                                                       | –                                      | –                                                                   | Templer                                | 12. Jahrhundert      | 1187, 1291          |
| Safed                                          | Galiläa                                                                                  | Saphet                                                                          | Tzefat                                 | –                                                                   | Templer (ab 1240)                      | 1102                 | 1188, 1266          |
| Sahyun                                         | bei Antiochia                                                                            | Qalʿat Salah ed-Din, Qalʿat Sahyun                                              | –                                      | Saone oder Saladinsburg                                             | –                                      | –                    | 1188                |
| Sarmenia                                       | 8 km nördlich von Bourzey                                                                | Sarmaniye (سرمانية)                                                             | –                                      | –                                                                   | –                                      | vor 1149             | 1188                |
| Scandalion                                     | südlich von Tyros                                                                        | –                                                                               | –                                      | Iskandarouna, Skanderune, Alixandre                                 | Deutscher Orden (ab 1280)              | 1116                 | 1232                |
| Selá                                           | –                                                                                        | –                                                                               | –                                      | –                                                                   | –                                      | –                    | –                   |
| Le Saforie, Séphorée                           | 7 km nördlich von Nazareth                                                               | Saffurya, Ṣafūrīah (صفورية)                                                     | –                                      | Sepphoris, Zippori                                                  | –                                      | –                    | 1187                |
| Tafilet, Taphila                               | zwischen Karak und Montréal                                                              | aṭ-Ṭafīlah (الطفيله)                                                            | –                                      | Tafilé, Traphila                                                    | –                                      | vor 1156             | um 1188             |
| Tor de l’Hospital, Cor de lospital             | Burj al-Schemali, 2 km östlich von Tyros                                                 | Burj al-Asbetar (برج الاسبتار), Burj al-Rahib                                   | –                                      | –                                                                   | Johanniter                             | –                    |                     |
| Tour Rouge                                     | zwischen Arsuf und Caesarea                                                              | Burj al-Ahmar                                                                   | –                                      | Turriclee, Turris Rubea                                             | Templer (ab 1191)                      | 1187                 | 1265                |
| Toron                                          | zwischen Tyros und Banyas                                                                | Tibnin                                                                          | –                                      | Tinenin                                                             | Deutscher Orden (ab 1229)              | 1105                 | 1187, 1266          |
| Trapesac                                       | nordöstlich von Baghras, Türkei                                                          | Darbsaq                                                                         | Darbsak                                | –                                                                   | Templer (ab 1131/1137)                 |                      | 1188                |
| Toron des Chevaliers                           | Latrun, an der Straße von Jaffa nach Jerusalem                                           | el-Toron                                                                        | –                                      | Toronum Militum, Castellum Boni Latronis                            | Hospitaliter/Templer                   | 1168                 | 1187                |
| Tortosa                                        | zwischen Tripolis und Latakia                                                            | –                                                                               | –                                      | Tartus                                                              | Templer (ab 1157)                      | um 1102              | 1291                |
| Turbessel                                      | Euphratfurt bei Karkemisch, Türkei                                                       | Tell Baschir                                                                    | –                                      | –                                                                   | –                                      | vor 1097             | 1151                |
| Vaux Moise, le Val Moïse, li Vaux Moysi        | südlich von Montréal                                                                     | al-Wuʿaira (الوعيرة)                                                            | –                                      | Vallem de Mesa                                                      | –                                      | vor 1107             | 1144, 1188          |
| –                                              | westlich des Tals von Jesreel                                                            | ʿArʿara                                                                         | –                                      | Castellum Arearum                                                   | –                                      | –                    | –                   |
| –                                              | östlich des Tals von Jesreel                                                             | Bel'ame                                                                         | –                                      | Castellum Beleismun                                                 | –                                      | –                    | –                   |
| –                                              | bei Caesarea                                                                             | Khirbet el-Schumariya                                                           | –                                      | Castellum Feniculi                                                  | –                                      | –                    | –                   |